# Rock City (canción)
«Rock City» es el tercer sencillo oficial del rapero Royce da 5'9", que fue lanzado en su álbum debut Rock City (Version 2.0), junto con un video musical filmado en Detroit, Míchigan. Cuenta con la colaboración de Eminem, quien canta el coro.
La letra habla sobre la ciudad de los raperos, Detroit (llamada "Ciudad de piedra"), hablando sobre sus drogas, prostitutas, corrupción, armas y gánster, comparándola con otras ciudades irónicamente.
Debido a su fuerte lenguaje se creó la versión Clean (limpia) reemplazando las palabras de contenido fuerte.
El video musical es filmado en la ciudad, donde se muestran varias partes de esta, como los raperos en un auto con prostitutas y en un concierto.

## Posición en las listas
| Lista (2002)                     | Mejor posición |
| -------------------------------- | -------------- |
| Hot R&B/Hip-Hop Singles & Tracks | #99            |